# Contra: Hard Corps
Contra: Hard Corps é um side-scrolling de correr e armade estilo shoot-'em-up de jogo de vídeo lançado pela Konami para o mega drive na América do Norte e a Coreia do Sul em 1994 de mês de ano. Também foi lançado para o Mega Drive como Contra: The Hard Corps (魂斗羅 ザ・ハードコア, Kontora Za Hādo Koa) (魂斗羅 ザ・ハードコア, Kontora Za Hādo Koa?) no Japão e como Probotector na Europa e Austrália. Foi o primeiro jogo no Contra série lançado para Sega plataforma e serve como a primeira entrada no Hard Corps série, um sub séries de Contrapartidas de franquia.
Conjunto de cinco anos após os eventos de Contra III: The Alien Wars, um grupo terrorista liderado pelo Coronel renegado Bahamut roubou um estrangeiro célula recuperado da guerra e agora pretende usá-la para produzir armas. Em vez do tradicional Contra heróis de Bill Rizer e Lance Bean, uma nova força-tarefa conhecido como o Hard Corps (com quatro membros) são enviados para lidar com a situação. O jogo apresenta um enredo de ramificação com vários finais possíveis.

## Jogabilidade
O objetivo de cada fase do jogo é chegar ao final, atirando em todos os inimigos que fica no caminho, e lutar contra o chefe aguarda no final. Enquanto a maior parte do jogo, a personagem andar a pé, determinadas fases, o jogador montando um Motoroid, a hoverbike que pode se transformar em um avestruz-como um robô. Ao contrário dos anteriores Contra jogos, que contou com a sobrecarga de segmentos além de regular visão lateral fases, em todas as etapas Hard Corps mantém o padrão de perspectiva de visão lateral para a maior parte do jogo. Outra diferença é que o jogador pode agora escolher entre um dos quatro personagens únicos. Como no anterior, Contra jogos, um máximo de dois jogadores podem jogar simultaneamente, mas eles não podem escolher o mesmo personagem.
Os controles são semelhantes aos de Contra III, mas foram adaptadas para o trabalho com a Gênese do padrão de três controlador de botão, assim como o seis-controlador de botão. Os três botões principais (A, B, e C) são usados para alternar entre as armas, atirando e pulando, respectivamente, em um padrão de controle de configuração. Pressionando a arma alterar o botão de disparo (ou X, Y, ou Z botões de seis controlador de botão), o jogador pode alternar entre os dois estilos de tiro: um que permite a livre circulação durante o disparo, e outro que mantém o caráter ainda enquanto ele ou ela procura em uma das oito direções. O leitor também pode saltar para baixo a partir de determinadas plataformas, bem como mover-se em paredes e tectos, como em Contra III. Uma nova habilidade, o jogo é um deslizamento técnica realizada pela realização, a direcção-pad na diagonal para baixo enquanto pressiona o botão de salto. O personagem vai ser invulnerável enquanto desliza e pode até mesmo prejudicar determinados inimigos.
O jogador agora pode carregar até quatro armas diferentes, bem como o fornecimento de bombas. Como nos jogos anteriores, as armas são obtidas a partir de voar cápsula de vagens. Desta vez a arma itens agora são chamados de "A", "B", "C" e "D", que irá variar dependendo do personagem controlado pelo jogador. Cada jogador começa com uma metralhadora padrão, que pode ser atualizado para um diferente semi-automática de arma, pegando a Um tipo de power-up. Quando o personagem do jogador perde uma vida, a arma que eles tinham equipada será perdido. Ao contrário de Contra III, o jogador de fornecimento de bombas permanecerá o mesmo quando uma vida é perdida.
Outro recurso exclusivo do Contra: Hard Corps é a adição de ramificação de caminhos que permite que o jogador jogue através de um conjunto diferente de estágios, dependendo das principais decisões tomadas durante momentos-chave da história do jogo.

## Enredo
Em 2641, uma equipe de elite de comandos chamado "Unificação Militar Móvel Especial de Força-Tarefa K-X", também conhecido como o "Contra Hard Corps", foi montada para combater a rápida propagação de crimes e atividades ilegais após a guerra. Quando um desconhecido hacker infiltra-se na cidade o sistema de segurança e reprograma um grupo de robôs não tripulados para causar estragos, o Hard Corps são implantados para lidar com a situação.

### Caracteres
Ray Poward
Um padrão masculino soldado.
Sheena Etranzi
Uma mulher de soldado.
Brad Fang
Um lobo humanóide com dois braços cibernéticos, um deles equipado com uma metralhadora gatling.
Browny
Um pequeno robô. Quando o controle de Browny, o jogador também pode pairar no ar pressionando o salto novamente em meados de ar.
Ray, Sheena e Brad fazer uma breve aparição no jogo interativo TwinBee Paraíso na Donburishima.

### História
O jogo começa quando o Hard Corps são implantados em uma cidade grande para destruir um grupo de não-tripulados de armas que tinha sido reprogramado para atacar civis. No final da primeira etapa, o jogador enfrenta um robô pilotado pelo mercenário Deadeye Joe, que escapa após a batalha. Neste ponto, o Hard Corps irá receber uma chamada de emergência a partir Dr. Geo Mandrake informá-los de que o governo de centro de pesquisa está sendo atacado por um grupo desconhecido. O jogador pode escolher para prosseguir Deadeye Joe ou ir para o centro de pesquisa para combater os terroristas, cada caminho que conduz para uma diferente segundo estágio. Independentemente do caminho escolhido, ambas as fases convergem para uma rota comum. Na terceira fase, o jogador é enviado para um ferro-velho para apreender o hacker notório Noiman Cascata, enquanto o quarto estágio é definido na selva, onde o inimigo do esconderijo está localizado. No quinto estágio, o Hard Corps vai ser pego na armadilha, o líder inimigo, o Coronel Bahamut, e o jogador é dado uma outra escolha. A partir deste momento, a história se divide em quatro caminhos possíveis, cada um com seu próprio resultado. Há também um oculto coliseu palco com o seu próprio fim, para um total de cinco possíveis resultados.

## Desenvolvimento
O placar foi escrito por Hiroshi Kobayashi, Michiru Yamane, Akira Yamaoka, Hirofumi Taniguchi, e Aki Hata. A música "Simon 1994 RD" é um remix de "Vampire Killer", um tema recorrente música no Castlevania série. A faixa é reproduzida em o segredo Estádio Batalha fase contra o primeiro inimigo, um afro-cabelos cyborg que luta contra o jogador com um chicote, bem como peixes lançada como um bumerangue. Seu design é um pastiche de Castlevania protagonista Simon Belmont, bem como do cantor Japonês Masato Shimon.
A versão em Japonês, intitulado Contra: Hard Corps, foi significativamente mais fácil do que o seu homólogo Norte-Americano, devido à adição de um medidor de vida que permite que o jogador levar três golpes de um inimigo, antes de perder uma vida. A versão Japonesa também possui ilimitado continua, em contraste com a versão Americana, que só permite que o jogador continue cinco vezes. O Japonês traz na capa uma ilustração desenhada pelo animador Yasuomi Umetsu, que também forneceu alguns dos caracteres de arte no manual do jogo.
A versão PAL do jogo é intitulado Probotector e como o Europeu localizações anteriores Contra jogos para consoles, os personagens principais (CX-1 a 4) e alguns dos inimigos que foram renomeados e substituído com robótica homólogos (Browny foi deixado inalterado, apenas com o seu nome alterado). O enredo também foi reescrito, com o Coronel Bahamut e Dead-Eye Joe está sendo redesenhado como humanóides alienígenas, e o estrangeiro célula foi substituído por um dispositivo de computador chamado "X-Drive". A jogabilidade é a mesma que a versão Norte-Americana, mas o jogador só tem quatro continua na versão Européia, em vez de cinco, como na versão Norte-Americana. Algumas cenas também foram alterados. Por exemplo, o personagem do jogador já não identifica o chefe da Fase 1, um robô que se pensava anteriormente não tripulados, para ser pilotado por um homem, ou o Dr. Geo Mandrake sendo comido por um monstro criado em sua máquina de fusão. Também é impossível para o lado com o Alien Geral nesta versão, eliminando assim uma das terminações.

## Recepção
GamePro deu ao jogo uma revisão positiva, elogiando o impressionante patrões, "atraente" de gráficos, explosões ", que testam os limites de alto-falantes de TV", simples de controle de configuração e ação intensa. Os quatro revisores de Jogos Eletrônicos Mensais também deu ao jogo uma recomendação para o seu quatro de seleção de personagens, ação intensa e impressionantes efeitos gráficos, que diziam que a dificuldade pode ser extremamente frustrante.